# Liste de films français sortis en 1968
Listes de films français
- 1964
- 1965
- 1966
- 1967
- 1968
- 1969
- 1970
- 1971
- 1972

Liste non exhaustive de films français sortis en 1968

## 1968
| Titre                               | Réalisateur                          | Distribution                                             | Genre                  | Notes |
| ----------------------------------- | ------------------------------------ | -------------------------------------------------------- | ---------------------- | ----- |
| Le Pacha                            | Georges Lautner                      | Jean Gabin, André Pousse, Léon Zitrone, Serge Gainsbourg | policier               |       |
| Baisers volés                       | François Truffaut                    | Jean-Pierre Léaud, Claude Jade                           | comédie, romance       |       |
| La Mariée était en noir             | François Truffaut                    | Jeanne Moreau, Michel Bouquet                            | policier, drame        |       |
| La Prisonnière                      | Henri-Georges Clouzot                | Laurent Terzieff, Bernard Fresson                        | drame                  |       |
| Je t'aime, je t'aime                | Alain Resnais                        | Claude Rich, Olga Georges-Picot                          | science-fiction, drame |       |
| La Bande à Bonnot                   | Philippe Fourastié                   | Bruno Cremer, Jacques Brel                               | policier, drame        |       |
| Les Biches                          | Claude Chabrol                       | Jean-Louis Trintignant, Stéphane Audran                  | drame                  |       |
| Le Bal des voyous                   | Jean-Claude Dague                    | Jean-Claude Bercq, Michel Le Royer                       | action, romance        |       |
| Les Idoles                          | Marc'O                               | Bulle Ogier, Pierre Clémenti                             | comédie musicale       |       |
| Les Jeunes loups                    | Marcel Carné                         | Yves Beneyton, Bernard Dhéran                            | divers                 |       |
| Caroline chérie                     | Denys de La Patellière               | France Anglade, François Guérin                          | drame, aventure        |       |
| L'Homme qui ment                    | Alain Robbe-Grillet                  | Jean-Louis Trintignant, Sylvie Bréal                     | drame                  |       |
| Le Gendarme se marie                | Jean Girault                         | Louis de Funès, Claude Gensac                            | comédie                |       |
| One + One ou Sympathy for the Devil | Jean-Luc Godard                      | Anne Wiazemsky, Sean Lynch                               | expérimental           |       |
| Coplan sauve sa peau                | Yves Boisset                         | Bernard Blier, Claudio Brook                             | Policier, action       |       |
| Sous le signe de Monte-Cristo       | André Hunebelle                      | Paul Barge, Claude Jade                                  | film d'espionnage      |       |
| Treize jours en France              | Claude Lelouch, François Reichenbach |                                                          | documentaire           |       |
| Un film comme les autres            | Jean-Luc Godard                      |                                                          |                        |       |